# ドラマ!7人のアイドルゴーゴー!
『ドラマ!7人のアイドルゴーゴー!』（ドラマ ななにんのアイドルゴーゴー）は、2015年4月8日（7日深夜）から同年9月23日（22日深夜）までテレビ朝日の『ネオバラ2』枠で放送されていたテレビドラマ仕立てのバラエティ番組である。テレビ朝日とMMJの共同製作。放送時間は毎週水曜 1:26 - 1:56 （火曜深夜、日本標準時）。

## 概要
トークアプリ『755（ナナゴーゴー）』を舞台にしたコンテンツとして企画が立ち上がり、視聴者からのからの“リアル質問”を受けてトークを繰り広げていくというドラマ仕立てのバラエティ。番組後期には質問とは無関係のランキング発表も行われた。
番組開始時に、番組の内容はフィクションであり、加工・効果は演出であることが示されている。一部出演者によると、ほぼすべて台本があったとのことで、役柄と実際のキャラクターが逆な人物もいるという。番組最後はDVDチャプター選択のような画面になり特典映像と称されたコーナーが設けられている（編集上おさめられなかったトークシーンや名場面集を放送）。

## あらすじ
本人役の7人のグラビアアイドルが投資家によってスタジオに集められ、半年間檻の中で視聴者からの質問に「本音」で答えていくことになる。「なんで芸能界に入ったんですか？」最初は単純な質問だった。しかし質問の回答によってアイドル同士の抗争が巻き起こる。「本当にそうなんですか？」　投資家が考えたアイドル育成法。それはねたみ、嫉み、苦しみを引き出すことだった。7人のアイドルの嫉妬、性、成り上がるための心理戦、討議戦が切って落とされる。「さあ、本音で答えなさい」。

## キャスト
それぞれ本人役。
- 野田彩加（のだ・あやか）

1話より登場。水着番号01。2008年ミスFLASH準グランプリ。テレビ番組に出られると聞いて単純に喜んで参加。年長者でありメンバーのまとめ役だが、27歳という年齢をよくツッコまれ、がんばってる感が出てるといわれる。キャバクラでの源氏名はりんご。
- 藤後夏子（とうご・なつこ）

1話より登場。水着番号02。S Cawaii専属モデル。モデルであることにプライドを持ち、グラビアアイドルとしての水着仕事ということに抵抗を抱く。ミステリアスな自分でいたいと、質問にはぼかすことが多い。実は野田と同年齢。キャバクラでの源氏名はゆい。
- 小瀬田麻由（こせた・まゆ）

1話より登場。水着番号03。2015年ブレイクしそうなグラビアアイドル。出演者の顔ぶれが微妙であるため、当初は出演に難色。第1話で男にやり棄てられた悔しさで芸能界に飛び込んだことを玉金に暴露された。ただ一人の関西弁。キャバクラでの源氏名はサクラ。
- 西谷麻糸呂（にしたに・ましろ）

1話より登場。水着番号04。2014年トウキョウガールズオーディションセミファイナリスト。女優になるためのきっかけとして番組に参加。基本的に最初は女優目線で質問に答える。現役大学生で新人なため、聞き手に回ることが多い。番組放送期間中に初めてイメージビデオを発売。キャバクラでの源氏名はマシュマロ。
- 染谷有香（そめや・ゆか）

2話より登場。水着番号05。身長175センチのデカエロ過ぎるアイドルとして有名。Sっぽいが実はMであり、Sキャラであることに葛藤を抱いていたことを告白（養殖S）。ちなみに経験が一切ない処女であり番組内で彼氏募集を行った。22話でお見合いを実施。かなりうぶなのだが、語尾に必ずバカヤローをつけるようなべらんめえ口調。キャバクラでの源氏名は潤（じゅん）。
- 寺田御子（てらだ・みこ）

3話より登場。水着番号06。ミスiD2014審査員個人賞。潔癖症であり、ビニール手袋をして登場。達観したような“ですます口調”だが心の中に闇を持ち、以前ネットで叩かれたため性格が悪い。口癖は「自分を呪いましょう」。メンバーからは「話が重い」とよく言われる。キャバクラでの源氏名は豆千代（まめちよ）。
- 片岡沙耶（かたおか・さや）

4話より登場。水着番号07。ロリータフェイスの巨乳グラビアアイドル。人懐っこい性格。よくメンバーの名前を間違える。その人懐っこさが災いし、他のメンバーからかまととぶってると受け取られ、一斉に敵視されることがある。キャバクラでの源氏名はななこ。
- 玉金光太：ムートン伊藤[4][5]

投資家。名字の読みは「たまかね」。読み間違えられると激怒する。番組主催者であり地下牢のようなスタジオも彼の家という設定である。本音ではないつまらない答えは即却下する。アイドルを金で集めたのはあくまで彼なりの育成のため。カメラが入っているのはテレビ朝日の密着ドキュメンタリー班が入っているという設定であり、時にスタッフとも揉めている。「一般人」ということで顔には常に黒い目線が入れられているが3話を境にギャグを言うとズレ出す。
- 和智茉璃奈

ランジェリープロデューサー。アイドルたちの身体測定を行うため招かれる。7人中2人のバストサイズ詐称を見抜く。

## スタッフ
- ナレーション：天一
- 企画協力：755 株式会社7gogo
- 脚本？（原文まま）：鈴木おさむ
- 構成：岩本哲也、カツオ
- メイク：MARVEE
- 美術車輌：ブルーフラッグ
- 技術協力：J-crew、ザ・チューブ
- 美術協力：テレビ朝日クリエイト、松竹衣装、俳優座劇場
- 撮影協力：JCN
- 音楽協力：avex group
- ディレクター：肥後智一（MMJ）、岡田純一、松村耕平
- プロデューサー：吉村周（tv asahi）、山口一美（MMJ）、坂井良美（MMJ）
- 制作：tv asahi、MMJ

## エンディングテーマ
「GAME OVER?」
作詞：leonn / Rap詞：Mitsuhiro Hidaka / 作曲：Tomoya Kinoshita / 歌：AAA